# Artur Śliwiński
Artur Śliwiński né le 17 aout 1877 à Ruszki, mort le 16 janvier 1953 à Varsovie est un homme d'État polonais. il est Premier ministre de juin 1922 à juillet 1922.